# Phare d'Oranjestad
Le phare d'Oranjestad est un phare actif situé à Oranjestad sur le coin sud du Fort Oranje  (île de Saint-Eustache), Territoire néerlandais d'outre-mer des Pays-Bas.

## Histoire
Le Fort Oranje a été construit par la Compagnie néerlandaise des Indes occidentales sur l'ancien fort français de 1629.
Le phare actuel a remplacé l'ancien phare, mis en service en 1893, sur le toit du bureau du port.

## Description
Ce phare est un mât de 6 m de haut supportant la balise. Il émet, à une hauteur focale de 40 m, trois éclats blancs par période de 15 secondes. Sa portée est de 20 milles nautiques (environ 37 km).
Identifiant : ARLHS : NEA-
... - Amirauté : J5668.5 - NGA : 110-14742 .
|                |
| Saint-Eustache |

### Lien connexe
- Liste des phares du Territoire néerlandais d'outre-mer
- List of lighthouses in Sint Eustatius (en)